# Библиотека на Конгреса
Библиотеката на Конгреса (на английски: Library of Congress) е фактически национална библиотека на Съединените щати. Тя е най-старото федерално културно учреждение в САЩ.
Намира се в столицата Вашингтон. Разположена е в три сгради. Със своята колекция от над 170 милиона единици, включително 38 милиона книги, е най-голямата библиотека в света. Материалите ѝ са събирани от всички краища на света и са на над 450 езика.
Библиотеката е основана през 1800 година с цел да обслужва нуждите на Конгреса, в чиято сграда се помещава до края на 19 век. По време на Британско-американската война (1812 – 1815), първоначалната сбирка е унищожена и библиотеката е възстановена през 1815 година, когато Томас Джеферсън продава на Конгреса личната си колекция от 6487 книги. След период на упадък в края на 19 век, Библиотеката на Конгреса бързо започва да увеличава сбирката и значението си.
Днес Библиотеката на Конгреса разполага с 3 сгради във Вашингтон:
- „Томас Джеферсън“ (открита през 1897 година);
- „Джон Адамс“ (открита през 1938 година);
- Мемориалната сграда „Джеймс Мадисън“ (открита през 1981 година), която е най-голямата библиотечна сграда в света.

Достъпът до библиотеката е публичен, но книги се заемат само на членове на Конгреса и Върховния съд и някои други висши държавни служители. Част от Библиотеката на Конгреса е Службата за авторско право на Съединените щати, която получава задължителни копия от всички книги и други издания в страната. В структурата на библиотеката е и Конгресната изследователска служба, която изпълнява заявки за проучвания на членовете на Конгреса. Общият брой на служителите на библиотеката е около 3100 души към 2020 г.
Влиянието ѝ върху библиотекарството като цяло е много голямо. Тя е създала метод за класификация (MARC), който се следва по цял свят, и служи като централизирано бюро за информация относно придобиването на материали по света и разпространява каталогизиранни данни към други библиотеки. Играе голяма роля в областта на опазването на материалите, както и в разработването на нови методи за съхранение на информация.
Библиотеката на Конгреса разполага с 18 читални зали и 1460 читателски места. Сред най-значимите библиографски публикации на библиотеката е Националният свободен каталог (на английски: The National Union Catalog), който излиза ежемесечно от 1958 г. насам.

## Галерия
- Сградата „Томас Джеферсън“
- Главната читалня
- Мемориалната сграда „Джеймс Мадисън“
- Сградата „Джон Адамс“
- Южната читалня на сградата „Джон Адамс“